# City of Manchester
Der Transatlantikdampfer City of Manchester, erbaut 1852, war das zweite Dampfschiff der Inman Line aus Liverpool.

## Entwurf und Stapellauf
Er wurde 1852 auf der Werft Tod and MacGregor in Glasgow als eiserner Schraubendampfer mit Hilfs-Takelage konzipiert und stellte dadurch den seinerzeit modernsten Schiffstyp auf dem Atlantik dar. Mit 2125 BRT vermessen, galt er mit seinem ausladenden Klipper-Steven als „Prototyp“ der Inman-Line-Flottille – über 20 Jahre lang wurden Inman Liner auf derselben Werft gebaut und erhielten den langen Klippersteven als Erkennungsmerkmal.

## Transatlantik-Dienst
Die City of Manchester bewährte sich im Transatlantik-Dienst und stellte 1854/55, als sowohl die City of Glasgow als auch die City of Philadelphia verloren gegangen waren, kurzzeitig die einzige Überseeverbindung der Reederei. Crew und Passagiere lieferten im Frühjahr 1854 auch den einzigen Erklärungsansatz für das spurlose Verschwinden der City of Glasgow: Die City of Manchester war, ehe sie am 17. März 1854 in Liverpool anlandete, in ungewöhnlich südliches Treibeis geraten. Tatsächlich dürfte das Schwesterschiff an einem Eisberg zerschellt sein. In Inman-Diensten blieb die City of Manchester bis zu ihrem Verkauf 1871, als sich die Inman Line von ihrer ersten, inzwischen veralteten, Dampfergeneration trennte.
Die City of Manchester wurde zum reinen Segelschiff umgebaut, als solches noch bis 1876 betrieben und dann abgewrackt.

## Der Mordfall Muller
Die Atlantiküberquerung vom 20. Juli bis Anfang August 1864 ging in die Kriminalgeschichte ein: An Bord befanden sich der Scotland-Yard-Inspektor Dick Tanner und mehrere Zeugen des ersten bekanntgewordenen Zugmordes. Die City of Manchester war eher in New York als das Segelschiff Victoria, auf dem der Mordverdächtige Franz Muller aus England geflüchtet war. Muller wurde nach England zurückgebracht, der Tat überführt und erhängt.